# Oftfor
Oftfor († nach August 693) war Bischof von Worcester. Er wurde 691 zum Bischof geweiht und trat sein Amt im gleichen Jahr an. Er starb nach August 693.